# 宋璜
宋璜（1602年—1657年），字玉仲，號答昊，山东登州府莱阳县人，明末清初官员。

## 生平
崇祯九年（1636年）丙子科山东乡试舉人，崇祯十三年（1640年）庚辰科進士，礼部观政，授浙江杭州府推官。威望岳岳，人不敢犯，杭倅某署邑篆，有贪墨之称。夜怀兼金为饷，公正色拒之。壬午分校，得士七人，皆名下士。富贾汪某，兄弟相仇，讼三十年不决，公以一械共关之，人各一手，语吏曰：“匝月后破械讯之”。两人者，卧起便溺，昼夜与居，越三日，请公悔罪。公晓之曰：兄弟犹如手足也，吾今为尔联之。两人叩头出血，流涕而去，遂和好如初。丙戌北闱乡试，公适司理京府，通州士杨士炌兄弟三人同号舍，少京兆（顺天府府丞）疑其有私，题参褫革，付公讯鞠，公曰此恒事耳，力白其无他，赵公不悦，公执愈坚。三人卒无事，后皆进士高第，为显官，而士炌领乡荐第一焉。公亢直刚毅，与人交，片言相许，不惜倾身以之，少有不合，虽贵势必谢绝之。以故与世寡偕，郁郁不得志而殁焉。亦其天性然也。邑有公事，不惮力请，至今人思其庇焉。
宋璜官至兵部职方司员外郎，明亡后避居江南松江叶绍袁家，顺治二年（1645年）十月回乡，顺治六年，居乡的宋璜与左懋泰家族，发生家族争讼，左懋泰家族被以谋叛反清，全族一百五十多人被流放至铁岭充军。顺治十三年（1656年），栖霞于七起义反清，宋璜与于家兄弟往来频繁而下狱。顺治十四年，宋璜于北京狱中病故，享年五十六岁。

## 家族
曾祖宋耀，字孟情，贡生，以汉中训导，升四川宜川教谕。祀乡贤。祖父宋述，廪膳生，赠浙江布政司参政。父宋应亨，天啓五年进士，历任清丰知县、吏部郎中，崇祯十六年殉节，赠太仆寺卿。弟宋琬，清代官员，著名诗人，任四川按察使。

## 引用
- 皇清敕封文林郎賜進士第兵部主事答昊宋公暨元配敕封孺人夏氏側室敕封孺人喬氏李氏合葬墓誌

1. ↑  《崇禎十三年庚辰科進士三代履歷》：宋璜，曾祖耀，儒官；祖述，廪生，敕赠文林郎，祀乡贤；父應亨，乙丑進士，任吏部稽勋司郎中。答昊，书二房，乙卯年十二月二十八日生，莱阳县人，丙子三十一名，会试一百四十八名，三甲二十三名。礼部观政。